# Leucaspis pini
Leucaspis pini – czerwiec z rodziny tarcznikowatych. Pierwotnie występował w Europie, Azji Mniejszej oraz Afryce Północnej, później zawleczony do Ameryki Południowej. Nakłute przez tego owada igły sosen żółkną i opadają.